# 대곡로 (포항시)
대곡로(Daegok-ro)는 대한민국 경상북도 포항시 북구 두호동 일부, 연결하는 도로이다.

## 노선 구간
- 삼거리 명칭 미상
  - 학전로111번길
- 사거리 명칭 미상
  - 새천년대로